# FAS 97
FAS 97, offiziell Statement of Financial Accounting Standards No. 97, bezeichnet einen vom Financial Accounting Standards Board erlassenen Bilanzierungsstandard, der sich mit der Bilanzierung von Versicherungsverträgen beschäftigt. Dieser US-GAAP-Standard ist auch für nicht-US-amerikanische Versicherungsunternehmen interessant, sofern sie US-GAAP direkt oder im Rahmen eines IFRS-Abschlusses nach IFRS 4 anwenden. Neben FAS 97 existieren im Wesentlichen zwei weitere Versicherungsstandards, FAS 60 und FAS 120. FAS 97 stellt eine Erweiterung von FAS 60 dar, daher wird häufig auf den älteren Standard verwiesen und einzelne Vorgehensweisen, die im jüngeren Standard nicht explizit erwähnt werden, werden im Allgemeinen nach dem älteren Standard befolgt.

## Hintergrund
Nachdem im Juni 1982 mit FAS 60 ein erster Rechnungslegungsstandard für Versicherungsunternehmen erlassen wurde, erweiterte das FASB im Dezember 1987 mit FAS 97 die Regelungen für Versicherungsbilanzierung. In dem neuen Standard wurde vor allem auf Richtlinien für die Bilanzierung von Universal-Life-Policen eingegangen, die sich besonders dadurch charakterisieren, dass sowohl die Höhe der Beiträge als auch der Versicherungsleistung flexibel ausgestaltet sind. Dadurch lassen sich die erwarteten Rohüberschüsse nicht proportional zu den Beiträgen beschreiben, sondern sind vielmehr abhängig von den erwarteten Überschüssen aus den Kapitalanlagen, der Biometrie, den Kosten und der Stornierungsrate. Daher ist das in FAS 60 vorgeschriebenen Verfahren proportional zu den Beitragseinnahmen verteilter rechnungsmäßiger Geschäftsergebnisse nicht anwendbar.
Der Anwendungsbereich des Standards ist auf jene Versicherungsgesellschaften beschränkt, für die auch FAS 60 gilt. Dabei fallen neben Universal-Life-Verträgen auch Investmentpolicen und Policen mit abgekürzter Beitragszahlungsdauer in den Wirkungsbereich von FAS 97, wobei nur solche Verträge betrachtet werden, die gemäß FAS 60 langfristige Verträge (long-duration contracts) darstellen.
In Deutschland fallen in der Regel vor allem Kapitalisierungsgeschäfte und fonds- oder indexgebundene Lebensversicherungen in den Anwendungsbereich von FAS 97, wobei in letzterem Fall bei überschussberechtigten Policen auch eine Berücksichtigung von FAS 120 sinnvoll sein kann.

## Prämien und Leistungen
Bei Policen mit abgekürzter Beitragsdauer sind Prämien und Leistungen erfolgswirksam, wobei für die Reserve- und Tilgungsprämie übersteigende Prämienanteile eine Rückstellung gebildet wird.
Bei Universal-Life-Policen wird die gesamte Bruttoprämie in der Deckungsrückstellung passiviert, ehe die Prämienanteile für Kosten und Risiko der Rückstellung entnommen werden. Damit sind lediglich diese Beitragsanteile, Kapitalerträge und Stornoabzüge erfolgswirksam. Beiträge, die nicht für Leistungen der aktuellen Periode fällig sind, müssen zudem passiviert werden.

## Deckungsrückstellung
Für Verträge mit abgekürzter Beitragsdauer gelten die Regelungen von FAS 60. Wesentlicher Unterschied ist die Verteilung erwarteter Gewinne nach Ende der Beitragszahlungsdauer und deren Realisierung unabhängig von der Beitragshöhe.
Die Deckungsrückstellung von Universal-Life-Policen gliedert sich in vier Teile:
- Account Balance – retrospektiv bestimmtes Versicherungsnehmerguthaben,
- Unearned Revenue Reserve (URR) – Rückstellung für nicht für Leistungen der aktuellen Periode erhobene Beiträge,
- Beiträge, die bei Vertragsende zurückerstattet werden,
- Reserve für erwartete Verluste (analog zu FAS 60).

Bei der Berechnung der Deckungsrückstellung sollen im Gegensatz zu den gemäß FAS 60 bilanzierten Verträgen keine Sicherheitszu- und -abschläge berücksichtigt werden. Vielmehr erfolgt die Ermittlung einem Best-estimate-Ansatz. Aufgrund der rekursiven Berechnung durch die Ansammlung der Beiträge abzüglich der Risiko- und Kostenentnahmen und in der Praxis oftmals nur geringe vertragliche Garantien sind zusätzliche Sicherheitsmargen eher überflüssig. Bei der Reserve für erwartete Verluste sind die in FAS 60 beschriebenen Methoden wie beispielsweise der Loss-Recognition-Test anzuwenden.

## Abschlusskosten

### Allgemeines
Die Abschlusskosten werden analog zu FAS 60 als Deferred Acquisition Costs bilanziert, wobei eine Tilgung nur während der Beitragszahlungsdauer erfolgt. Dabei dürfen nur die aktivierungsfähigen Abschlusskosten in der Bilanz angesetzt werden, die den sogenannten Test of Recoverability erfüllen, d. h. deren Barwert durch die Estimated Gross Profits (s. u.) getilgt werden kann.
Für Universal-Life-Verträge ergibt sich gemäß Standard eine Abweichung gegenüber FAS 60 dahingehend, dass Abschlusskosten, die in festem Verhältnis zu Prämie oder Versicherungssumme stehen und periodisch auftreten oder als fester Betrag von Periode zu Periode auftreten, nicht aktivierbar sind. In der Praxis wird jedoch eine solche Unterscheidung einer Empfehlung der AICPA folgend nicht durchgeführt.

### Estimated Gross Profits
Die Tilgung der DAC erfolgt über einen festen Anteil des erwarteten Rohergebnisses jeden Jahres, die sogenannten Estimated Gross Profits (EGP). Diese ermitteln sich als Summe aller Differenzen aus vertraglichen Zuführungen und Entnahmen und den zugehörigen Erträgen und Aufwendungen. Daher lassen sie sich insbesondere als Summe aus fünf Komponenten beschreiben:
- vertragliche Risikoprämie ohne über die Versicherungsleistungen, die über die freiwerdenden Account Balances hinausgehen;
- vertragliche Entnahmen für Kosten ohne geschätzte laufende Kosten
- Kapitalerträge ohne vertraglich garantierte Zinsen auf die Account Balances
- vertragliche Abzüge bei Beendigung des Vertrags (z. B. Stornoabschlag);
- sonstige vertragliche oder geschätzte Erträge und Aufwendungen.

Für die Bestimmung des Anteils der jährlichen Tilgung der Abschlusskosten muss zunächst der Barwert der EGP mit dem Rechnungszins der Account Balances gebildet werden. Die Tilgung des Geschäftsjahres errechnet sich anschließend als EGP des Geschäftsjahres multipliziert mit dem Quotienten des Barwerts der EGP und dem Barwert der aktivierten Abschlusskosten.
Im Gegensatz zu FAS 60 folgt die Tilgung nicht dem Lock-in-Prinzip. Die EGP sind regelmäßig zu überprüfen und Veränderungen der Best-Estimate-Annahmen gegebenenfalls als Zu- bzw. Abschreibungen auf die DAC und die URR zu berücksichtigen. Dazu werden in einem ersten Schritt die vergangenen EGP durch die tatsächlich realisierten Rohergebnisse ersetzt und anschließend in einem zweiten Schritt die zukünftigen EGP den veränderten Annahmen oder Bestandszusammensetzungen angepasst.